# Mali (jezik)
Mali jezik (ISO 639-3: gcc; gaktai), Istočnonovobritanski (nekada baining-taulil) jezik uže skupine baining, kojim govori 2 200 ljudi (1988 SIL) na istoku poluotoka Gazelle u Papui Novoj Gvineji, provincija East New Britain.
Na njemu se održava nastava u nekoliko osnovnih škola. Etnički se razlikuju od ostalih Baininga

## Vanjske poveznice
- Ethnologue (14th)
- Ethnologue (15th)